# 11 Pułk Grenadierów (Cesarstwo Niemieckie)
11 Pułk Grenadierów im. Króla Fryderyka III (2 Śląski) (niem. Grenadier-Regiment „König Friedrich III.“ (2. Schlesisches) Nr. 11)  – pułk piechoty niemieckiej okresu Cesarstwa Niemieckiego.

## Historia
Pułk został sformowany 21 listopada 1808. Stacjonował we Wrocławiu . Wchodził w skład VI Korpusu Armijnego .
W wyniku mobilizacji, w sierpniu 1914 pułk osiągnął gotowość bojową i w składzie 22 Brygady Piechoty 11 Dywizji został wysłany na front zachodni.

## Bibliografia

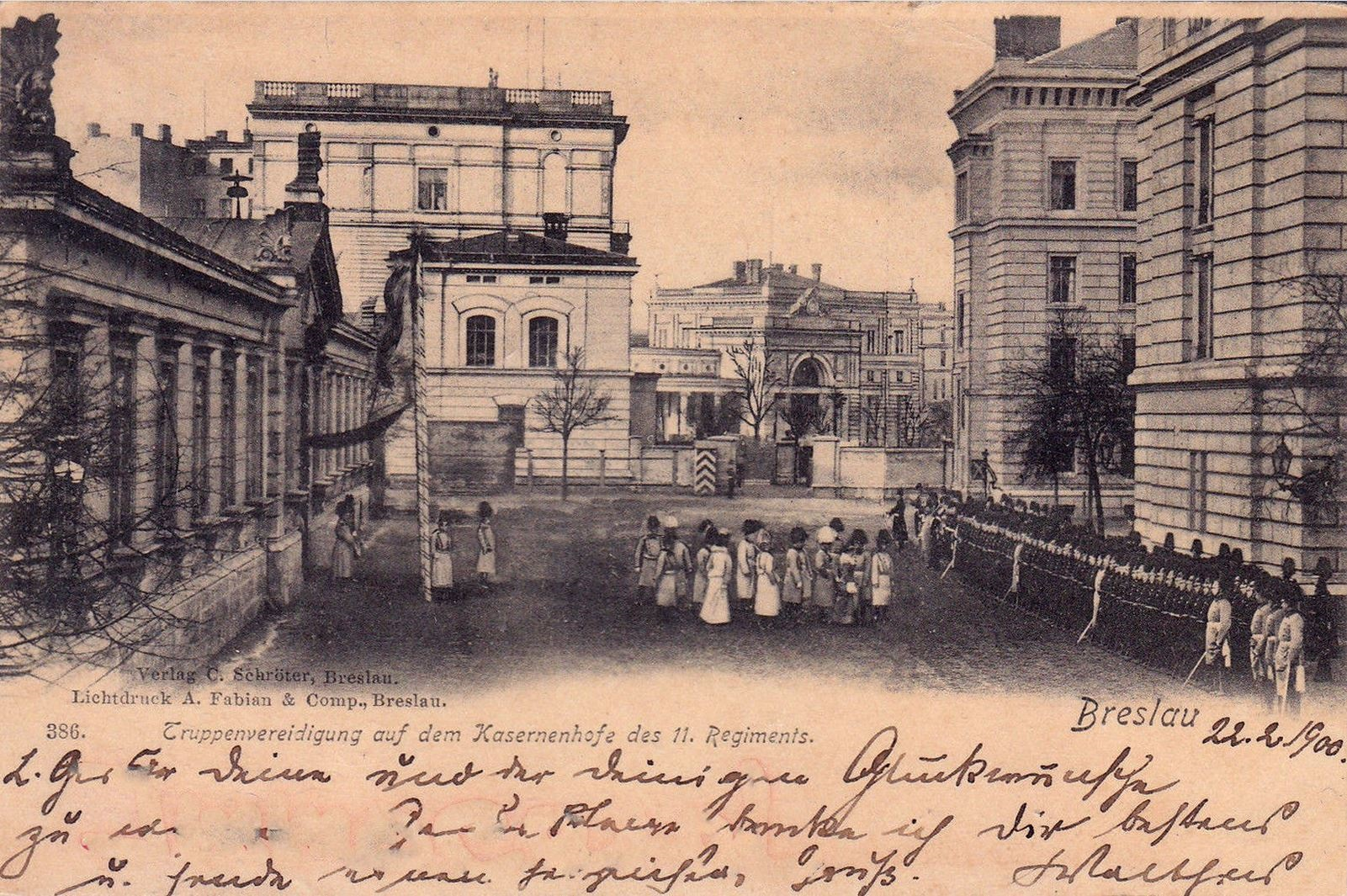
Koszary pułku w 1990